# Symphonie no 5 d'Arnold
Pour les articles homonymes, voir Symphonie no 5.
 (février 2024).
Si vous disposez d'ouvrages ou d'articles de référence ou si vous connaissez des sites web de qualité traitant du thème abordé ici, merci de compléter l'article en donnant les références utiles à sa vérifiabilité et en les liant à la section « Notes et références ».
La Symphonie no 5, Op. 74 de Malcolm Arnold est une symphonie écrite en 1961. Arnold a composé la symphonie sur commande de la Cheltenham Festival Society. Le compositeur a dirigé le Hallé Orchestra lors de la création de l'œuvre le 3 juillet 1961 à l'occasion du Cheltenham Music Festival.
La symphonie est écrite en souvenir de quatre amis d'Arnold disparus jeunes: 
- l'humoriste Gerard Hoffnung
- le clarinettiste Frederick Thurston
- le chorégraphe David Paltenghi
- le corniste Dennis Brain

## Structure
L'œuvre comprend quatre mouvements :
1. Tempestuoso
2. Andante con moto - Adagio
3. Con fuoco
4. Risoluto - Lento

L'interprétation dure environ 33 minutes.

## Orchestration
| Instrumentation de la cinquième symphonie                                     |
| Cordes                                                                        |
| premiers violons, seconds violons, altos, violoncelles, contrebasses, 1 harpe |
| Bois                                                                          |
| 3 flûtes, 2 hautbois, 2 clarinettes, 2 bassons, 1 contrebasson                |
| Cuivres                                                                       |
| 4 cors, 3 trompettes, 3 trombones, 1 tuba                                     |
| Percussions                                                                   |
| timbales, 2 percussionnistes                                                  |

## Enregistrements
- 1973  Malcolm Arnold et l'Orchestre symphonique de Birmingham chez EMI Classics HMV ASD 2878 (LP) (réédition EMI 382 1462)()
- 1995 Richard Hickox et l'Orchestre symphonique de Londres chez Chandos Records CHAN 9385 ()
- 1996 Vernon Handley et l'Orchestre philharmonique royal de Liverpool chez Conifer Records 75605-51257-2 (réédition Decca 4765337) ()
- 2000 Douglas Bostock et l'Orchestre symphonique de Munich chez Classico 294 ()
- 2001 Andrew Penny et l'Orchestre symphonique de la radio-télévision irlandaise chez Naxos 8.552000 ()